# Panchrysia tibetensis
Panchrysia tibetensis là một loài bướm đêm trong họ Noctuidae.